# Фредерік Відален
Фредерік Відален (фр. Frédéric Vidalenc народився 16 листопада, 1962 у місті Bègles) це колишній басист та один з засновників гурту Noir Désir. В наш час[коли?] він басист гурту "Ombre Rouge" (Червона тінь) з Бордо.